# آنا ميراندا
آنا ميراندا (بالبرتغالية: Ana Miranda‏) هي روائية وكاتِبة وشاعرة وممثلة برازيلية، ولدت في 19 أغسطس 1951 في البرازيل.

## وصلات خارجية
- آنا ميراندا على موقع IMDb (الإنجليزية)
- آنا ميراندا على موقع قاعدة بيانات الفيلم (الإنجليزية)